# Тищенко, Михаил Петрович
Михаил Петрович Тищенко (20.03.1919, Черниговская область — 17.10.1983, Черниговская область) — командир роты 288-го танкового батальона 52-й гвардейской танковой бригады 6-го гвардейского танкового корпуса 3-й гвардейской танковой армии 1-го Украинского фронта, лейтенант. Герой Советского Союза.

## Биография
Родился 20 марта 1919 года в селе Бажановка ныне Прилукского района Черниговской области. Украинец. Окончил восемь классов средней школы. Работал в колхозе.
В 1939 году призван в ряды Красной Армии. В боях Великой Отечественной войны с июля 1941 года. Воевал на Брянском и 1-м Украинском фронтах. Член ВКП(б)/КПСС с 1942 года.
На одном из участков Брянского фронта противники оказали упорное сопротивление. Хорошо налаженное снабжение из тыла обеспечивало их боеприпасами, горючим и продуктами питания, а отлично оборудованные позиции служили надёжным прикрытием и делали их недосягаемыми для подразделений советских войск. Несколько атак оказались безуспешными. На помощь была послана танковая рота под командованием Михаила Тищенко. Изучив обстановку, решился на рискованный вариант: прорваться в тыл врага, оседлать дороги, по которым снабжаются противники, и тем самым лишить их возможности сопротивляться. Подготовив экипажи машин, доведя до каждого танкиста смелый замысел, командир роты повёл танки вперёд. Стремительным натиском были смяты вражеская миномётная батарея, несколько орудий, в результате этого крепкая оборона немцев прорвана. Танки совершили искусный манёвр в тыл вражеских войск и оказались на коммуникациях вражеского укрепрайона. Силы немцев стали слабнуть с каждым часом, огонь — угасать. Новая решительная атака наших войск уже не встретила большого сопротивления. На значительном протяжении линии обороны враг был надломлен и в беспорядке начал отступать.
На пути к Днепру был ещё случай, когда наши наступавшие подразделения вдруг остановились, встретив мощное сопротивление противника. На помощь пришли снова танкисты под командованием Михаила Тищенко. Они повторили свой таранный удар по коммуникациям врага, вынудив его и на этот раз прекратить сопротивление. Под огнём фашистов вместе с экипажем перебежал в другой танк и из него продолжал руководить боем, а затем — рейдом в тыл врага.
Третий удар рота Михаила Тищенко нанесла по врагу 4 ноября 1943 года в районе пригорода Киева — Святошино. Противники здесь оказали яростное сопротивление, и наши стрелковые подразделения были вынуждены обратиться за помощью к мастеру таранных ударов. С наступлением темноты дерзким рейдом в тыл врага перерезал шоссейную дорогу Киев — Житомир и тем заставил противника оставить Святошино. В этом рейде командир танковой роты лично подбил один тяжёлый танк противника и два захватил в качестве военного трофея, разгромив по пути немецкие ремонтные мастерские. Заодно были раздавлены 35 автомашин и повозок с вражескими военными грузами.
Указом Президиума Верховного Совета СССР «О присвоении звания Героя Советского Союза генералам, офицерскому, сержантскому и рядовому составу Красной Армии» от 10 января 1944 года за «образцовое выполнение боевых заданий командования на фронте борьбы с немецко-фашистскими захватчиками и проявленные при этом отвагу и геройство» был удостоен звания Героя Советского Союза с вручением ордена Ленина и медали «Золотая Звезда».
После окончания Великой Отечественной войны вышел в запас в звании старшего лейтенанта. Жил в городе Нежин Черниговской области. Работал директором Заготсбытбазы. Последние годы жил в городе Чернигове. Скончался 17 октября 1983 года.
Награждён орденами Ленина, Октябрьской Революции, Красного Знамени, Красной Звезды, медалями.
В Чернигове, на доме где жил Герой, установлена мемориальная доска.